# 467 a.C.

## Eventos
- Quinto Fábio Vibulano e Tibério Emílio Mamerco, pela segunda vez, cônsules romanos.
- Depois da morte de Hierão I, Trasíbulo de Siracusa torna-se o tirano de Siracusa.[1]
- Ésquilo escreve Sete contra Tebas e vence nas Festas dionisíacas[2]